# Poslovni bonton
Poslovni bonton je trenutno družbeno sprejemljivo vedenje, ki ga določajo moralne norme časa in prostora v poslovnem svetu. Je torej veščina, ki jo morajo obvladovati vsi, ki so del poslovnega sveta. S tem soustvarjajo ustrezno delovno vzdušje in delajo dober vtis na poslovne partnerje. Z upoštevanjem poslovnega bontona bodo zaposleni v organizaciji bolj učinkoviti, njihovi poslovni partnerji in stranke pa bolj zadovoljni.
Področja lepega vedenja so: odločanje, prednostna pravila, pozdravljanje, rokovanje, predstavljanje, uporaba imen in nazivov, poslavljanje, vikanje ali tikanje, izmenjava vizitk, pošiljanje vabil, lepo vedenje med zaposlenimi, do poslovnih partnerjev in do strank. Poleg tega se poslovni bonton ukvarja tudi s pravili lepega vedenja pri nebesednem in besednem  komuniciranju, poslovnimi darili, sprejemanjem poslovnih partnerjev, organizacijo poslovnega sestanka in s pravili vedenja v drugih državah. 

## Pravila lepega vedenja
Osnovno vodilo lepega vedenja predstavljajo trije temelji: koristnost, poštenost in prijetnost. 
Lepo vedenje je takšno, ki ustreza pričakovanjem okolice in je v skladu z vrednotami, navadami in interesi drugih ljudi. Čim višji je naš položaj v organizaciji, tem bolj vljudni, razumevajoči in prilagodljivi moramo biti.
Temeljno vodilo lepega poslovnega vedenja je premišljena skrb za interese in čustva drugih, zato je prav, da pri tem upoštevamo: 
- poštenje (naše ravnanje naj bo iskreno in pošteno),
- pravila lepega obnašanja (bodimo nesebični in disciplinirani),
- osebnost (s svojim vedenjem drugim sporočamo svoje vrednote, odnos in mnenje),
- videz (vedno se uredimo po svojih najboljših močeh),
- skrb za druge (nase gledamo z vidika drugih ljudi; empatija),
- taktnost (premislimo, preden spregovorimo).

Z upoštevanjem poslovnega bontona bodo zaposleni v organizaciji bolj učinkoviti, njihovi poslovni partnerji in stranke pa bolj zadovoljni.

## Pravila lepega vedenja pri nebesednem komuniciranju
Raziskave kažejo, da ima v povprečnem govoru neposreden pomen besed le 7%, intonacija govora 38%,  nebesedno sporočanje, pa kar 55%. Zato moramo biti zelo pozorni na prvine nebesednega sporočanja, to so:
Pravila glede točnosti prvega vtisa, govorice telesa, osebne urejenosti, kodeksa oblačenja, vonja in prostora. 

## Pravila lepega vedenja pri besednem komuniciranju
Govorna komunikacija je pogovor med dvema osebama ali v skupini. Omogoča nam hkratno komuniciranje z več osebami in opazovanje odzivov sogovornika na naša sporočila. Najpomembneje pri besedni komunikaciji je poznavanje vsebine govorjene besede. Pri njenem sporočanju pa moramo biti pozorni na štiri pomembne besede bontona in sicer: prosim, hvala, oprostite in izvolite.
| Značilnosti zvočne podobe govora                                                 | Prevladujoči vtis govora                                    |
| -------------------------------------------------------------------------------- | ----------------------------------------------------------- |
| Omejeno naraščanje in padanje glasnosti, ohlapen, neizoblikovan način govorjenja | Lenoba, brezbrižnost                                        |
| Pretirani poudarki, odsekan ritem                                                | Neobvladani gibi                                            |
| Spremenljiva hitrost govorjenja                                                  | Razburjenje, neuravnovešenost, premalo samozavesti          |
| Nepravilno spreminjanje glasnosti in prazen glas                                 | Malo življenjske moči                                       |
| Velike spremembe glasnosti                                                       | Poudarjeno čustvena naravnanost                             |
| Majhne spremembe glasnosti                                                       | Pičlo čustveno doživljanje, discipliniranost                |
| Globok, doneč glas                                                               | Samodokazovanje                                             |
| Pazljiva in izrazita izgovorjava                                                 | Zavestna, disciplinirana naravnanost, malo življenjske moči |
| Neizrazito govorjenje                                                            | Naravnost, nemarnost                                        |

Da nas bodo drugi dobro razumeli, moramo imeti pravo hitrost govora, ustrezno  višino in barvo glasu, primerno izgovorjavo in pravilno dihanje. Hitrost prilagodimo pomembnosti informacije in sicer, ko govorimo nekaj pomembnega govorimo počasneje, pri manj pomembnih informacijah pa je tempo lahko hitrejši. Tudi višino glasu moramo prilagoditi pomembnosti informacije in sicer, ko govorimo o bolj pomembnih informacijah, govorimo z višjim glasom, na ta način namreč poslušalce bolj pritegnemo. Barva glasu kaže na različna čustvena razpoloženja; ko smo jezni, bo naša barva glasu drugačna, kot če bomo veseli. Na posamezen odtenek barve glasu ne moremo vplivati, saj se barva glasu spreminja z leti, če smo utrujeni ali zaradi kajenja. Lahko pa vplivamo na način izgovorjave besed in sicer moramo besede izgovarjati čim bolj čisto in natančno, brez zatikanja in nelogičnega ustavljanja sredi misli.
Tudi naša drža in stoja vplivata na razumevanje pri govoru.  Če govorimo stoje, moramo glavo držati pokonci, brado imamo v višini pogleda, ramena vzravnana in rahlo potisnjena nazaj, trebuh potegnemo navznoter, roke imamo spuščene ob straneh, dani spustimo, prste obrnemo navzdol in jih rahlo razmaknemo. Noge in kolena vzravnamo, med nogami naj bo rahel razmik. S pokončno držo bomo naredili boljši vtis in spodbudili zaupanje pri poslušalcih.

## Poslovna darila
S poslovnimi darili pokažemo naklonjenost do sodelavcev, poslovnih partnerjev in drugih ljudi, s katerimi sodelujemo. Darilo lahko pomeni izkazovanje pozornosti, potrditev dobrih medsebojnih odnosov, izražanje hvaležnosti, spoštovanja in zaupanja. 
Nekatere države imajo uzakonjene vrednosti, do katerih sme zaposleni sprejeti darilo. V državnih institucijah so ta pravila še bolj natančno določena. V Sloveniji je omejitev določena v javni upravi in sicer javni uslužbenec ne sme sprejemati daril v zvezi z opravljanjem službe, razen protokolarnih  in priložnostnih daril manjše vrednosti, katerih vrednost ne presega 62,59€. Ob sprejemu darila mora uslužbenec izpolniti poseben obrazec. 
Pri obdarovanju pazimo, da obdarovanca nikoli ne vprašamo, kaj želi, da ne izbiramo predragocenih ali preveč osebnih daril, ne podarjamo cenenih promocijskih daril pomembnim partnerjem, ne podarjamo dveh ali več cenenih daril, ne podarjamo denarja in darilo naj ne bo zavito v celofan ali pentlje. Darilo mora izkazovati pozornost, prijazno gesto, z njim skušamo izboljšati odnos do obdarovanca. Izročimo ga lahko ob poslovnih stikih  in pomembnih obletnicah organizacije.

## Organizacija poslovnega sestanka
Pri organizaciji poslovnega sestanka moramo upoštevati določena pravila. Pred samimi sestankom določimo namen in cilj sestanka, izberemo prave udeležence in primeren kraj in čas. Vodja sestanka naredi scenarij, kjer določi cilj, konkretno vsebino ter merila. Vsebino in dnevni red sestanka mora poslati udeležencem vnaprej in sicer tri do pet dni pred sestankom, da se le-ti lahko nanj ustrezno pripravijo. Število točk dnevnega reda naj ne bo preveliko, vsaka točk dnevnega reda pa mora biti pomembna za doseganje cilja sestanka. 
Prostor za sestanek naj bo urejen, čist in prezračen, poskrbeti moramo tudi za zadostno število stolov. Na mizo damo pripravljene kozarce in napitke. S kavo se udeležencem postreže, ko že vsi sedijo, in sicer vsakemu posebej, z desne strani. Na internem sestanku se najprej postreže vodji, nato pa ostalim po rangu. Na sestanku s poslovnimi partnerji se najprej postreže glavnemu gostu, nato gostitelju, nato pa izmenično vsem ostalim udeležencem. Vodja ali sklicatelj sestanka lahko določi tudi sedežni red na sestanku. Goste vedno posedemo tako, da ne gledajo v vrata, temveč imajo lepši pogled – pogled na okno. Gostujoče posedemo skupaj, saj tako lažje pregledujejo dokumentacijo ali se dogovarjajo med seboj. Če organiziramo sestanek s tremi različnimi poslovnimi partnerji, jih posedemo za mizo v obliki črke U. Tako ima vsaka skupina svoj prostor mize. 
Vodja sestanka potek ves čas usmerja v začrtano smer, udeleženci pa sodelujejo pri razpravi. Na koncu vodja povzame dosežene cilje sestanka, sprejete sklepe in nosilce izvedbe ter se vsem zahvali za udeležbo.

## Pravila vedenja v drugih državah
Poznavanje tujih poslovnih navad pripomore k boljši komunikaciji s tujimi poslovneži, omogoča uspešno vodenje razgovora in odnosa v dolgoročno uspešno sodelovanje. Velja splošno pravilo, da smo, če poslujemo z zahodnimi poslovneži, lahko bolj odkriti in neposredni pri izražanju naših poslovnih želja in potreb, ker je poslovno okolje bolj podobno domačemu; bolj ko se oddaljujemo v arabsko, azijsko in drugo poslovno okolje,  bolj moramo biti potrpežljivi in previdni, da koga nehote ne užalimo. Šale so odličen način prebijanja ledu in ustvarjanja dobrega vzdušja, vendar so ponekod neprimerne, na primer šale na račun vere in običajev na vzhodu. Pri pošiljanju čestitk velja, da se poslovnim strankam po svetu lahko vošči naše praznike – na primer novo leto, vendar ne verskih (npr. božič). Če stranko poznate, je zelo primerno, da ji čestitate za njihove praznike in ji tako izkažete še večjo pozornost. Navade in pogajalske taktike se po svetu močno razlikuejo, ravno tako je različna tudi govorica telesa in obrazna mimika po narodih. Enaki gibi in izrazi imajo v različnih deželah različen pomen. 